# Wiesthal
Wiesthal ist eine Gemeinde im unterfränkischen Landkreis Main-Spessart und Mitglied der Verwaltungsgemeinschaft Partenstein.

## Geografie

### Geografische Lage
Wiesthal liegt in der Region Main-Spessart, im Tal des Aubachs im Hochspessart. Der topographisch höchste Punkt der Gemeinde befindet sich mit 419 m ü. NHN (Lage) an der Baßhöhe, westlich von Wiesthal, der niedrigste liegt am Aubach auf 197 m ü. NHN (Lage).

### Gemeindegliederung
Es gibt zwei Gemeindeteile (in Klammern ist der Siedlungstyp angegeben):
- Krommenthal (Kirchdorf)
- Wiesthal (Pfarrdorf)

Es gibt die Gemarkungen Krommenthal, Partensteiner Forst (nur Gemarkungsteil 2) und Wiesthal.

### Nachbargemeinden
| Heinrichsthaler Forst (Gemeindefreies Gebiet) | Markt Frammersbach                          | Frammersbacher Forst und Partensteiner Forst (Gemeindefreie Gebiete) |
|                                               | Kompassrose, die auf Nachbargemeinden zeigt | Markt Frammersbach                                                   |
| Gemeinde Neuhütten                            |                                             | Partensteiner Forst (Gemeindefreies Gebiet)                          |

## Name

### Etymologie
Der ursprüngliche Name Wiesentau geht auf die mittelhochdeutschen Worte Wisent für Wisent und ouwe für Aue zurück. Demnach bedeutet der Name Bachwiese in der Wiesente leben. Es gab im 14. Jahrhundert einen sinngemäßen Namenswechsel, der den Ort in Wiesen(bach)tal umbenannt hat. Dieser Name hat seinen Ursprung im Tal des Wiesenbachs (heute Aubach) an dem der Ort liegt. Zeitweise taucht im Namen das Adjektiv wüeste für wüst oder verlassen auf, das wohl auf die einsame Lage im Tal hinweist.

### Frühere Schreibweisen
Frühere Schreibweisen des Ortes aus diversen historischen Karten und Urkunden:
| - 1325 Wysintau - 1339 Wisenthau - 1345 Wisentall - 1358 Wisental - 1477 Wüstental - 1525 Wißtal | - 1526 Wustenthall - 1637 Wiesental - 1675 Wistall - 1694 Wüsthall - 1810 Wiesthal - 1832 Pfarrdorf am Wiesenbache |

## Geschichte

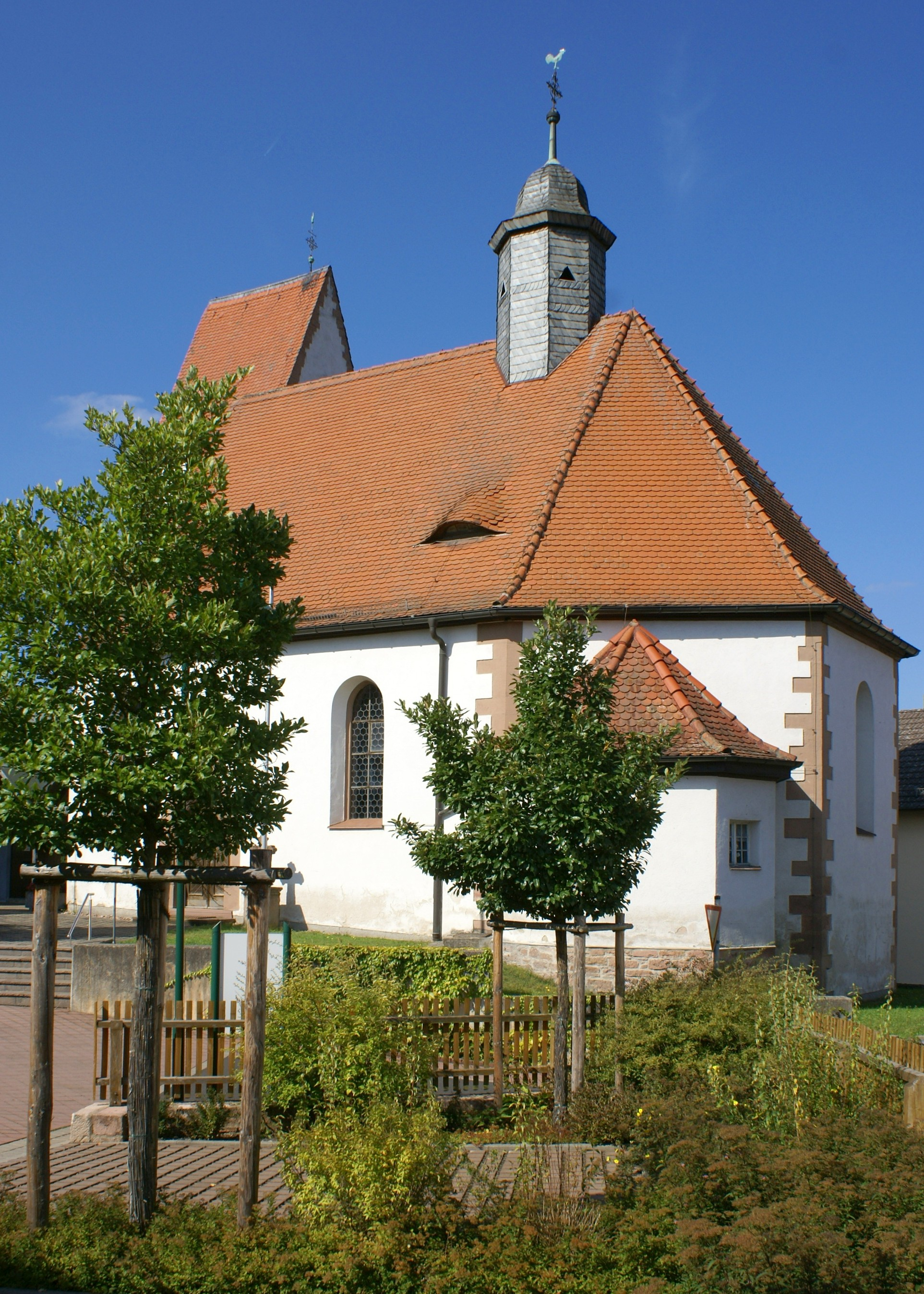
Katholische Pfarrkirche St. Andreas in Wiesthal

### Bis zur Gemeindegründung
Wiesthal ist ein alter Glasmacherort und wurde urkundlich erstmals im Jahr 1057 erwähnt. Das Flüsschen Aubach trennte den Ort früher in zwei Teile, die zum Bistum Mainz bzw. zur Grafschaft Rieneck gehörten. Nach dem Erlöschen der Grafen von Rieneck fiel auch dieser Teil des Ortes dem Erzstift Mainz zu. Das Amt des Erzstifts Mainz wurde 1803 zugunsten des Fürstprimas von Dalberg säkularisiert und fiel mit dessen Fürstentum Aschaffenburg 1814 (als ein Departement des Großherzogtums Frankfurt) an Bayern. Im Zuge der Verwaltungsreformen in Bayern entstand mit dem Gemeindeedikt von 1818 die heutige Gemeinde.

### Verwaltungsgeschichte
Im Jahr 1862 wurde das Bezirksamt Aschaffenburg gebildet, auf dessen Verwaltungsgebiet Wiesthal lag. Am 1. Januar 1880 kam Wiesthal jedoch anlässlich der Reform des Zuschnitts der bayerischen Bezirksämter zum Bezirksamt Lohr am Main. Wie überall im Deutschen Reich wurde 1939 die Bezeichnung Landkreis eingeführt. Wiesthal war nun eine der 26 Gemeinden im Landkreis Lohr am Main. Mit der Auflösung des Landkreises Lohr am Main kam Wiesthal am 1. Juli 1972 in den neu gebildeten Landkreis Mittelmain, der zehn Monate später seinen endgültigen Namen Landkreis Main-Spessart erhielt.

### Eingemeindungen
Im Zuge der Gebietsreform in Bayern wurde am 1. Januar 1972 die Gemeinde Krommenthal eingegliedert.

### Einwohnerentwicklung
| Jahr      | 1961 | 1970 | 1987 | 1991 | 995  | 2000 | 2005 | 2010 | 2015 | 2020 |
| --------- | ---- | ---- | ---- | ---- | ---- | ---- | ---- | ---- | ---- | ---- |
| Einwohner | 1346 | 1375 | 1407 | 1428 | 1490 | 1492 | 1450 | 1393 | 1352 | 1279 |

## Politik

### Bürgermeister
Seit 1. Mai 2020 ist Karl-Heinz Hofmann Bürgermeister; er wurde am 15. März 2020 mit 87,8 % der Stimmen gewählt. Sein Vorgänger war vom 1. Juli 2001 bis 30. April 2020 Andreas Zuschlag (Freie Wähler), welcher 2014 zuletzt im Amt bestätigt wurde.

### Gemeinderat
Die Kommunalwahlen 2002, 2008, 2014 und 2020 führten zu folgenden Sitzverteilungen im Gemeinderat:
|                                           | 2002 | 2008 | 2014 | 2020 |
| ----------------------------------------- | ---- | ---- | ---- | ---- |
| CSU                                       | 3    | 4    | 4    | –    |
| Freie Wähler                              | 5    | 5    | 6    | –    |
| SPD                                       | 4    | 3    | 2    | –    |
| Gemeinsame Liste für Wiesthal/Krommenthal |      |      |      | 12   |

Bei der Gemeinderatswahl am 15. März 2020 lag die Wahlbeteiligung bei 75,23 Prozent.

### Wappen
|  | Blasonierung: „Neunmal geteilt von Rot und Gold; belegt mit einem silbernen Andreaskreuz, dem zwei gekreuzte rote Glaspfeifen aufgelegt sind.“ |
|  | |

### Gemeindepartnerschaften
- Városlőd, Komitat Veszprém, Ungarn

## Wirtschaft und Infrastruktur

### Wirtschaft einschließlich Land- und Forstwirtschaft
Es gab 1998 nach der amtlichen Statistik im produzierenden Gewerbe 208 und im Bereich Handel und Verkehr 14 sozialversicherungspflichtig Beschäftigte am Arbeitsort. In sonstigen Wirtschaftsbereichen waren am Arbeitsort 33 Personen sozialversicherungspflichtig beschäftigt. Sozialversicherungspflichtig Beschäftigte am Wohnort gab es insgesamt 526. Im verarbeitenden Gewerbe gab es keinen, im Bauhauptgewerbe einen Betrieb. Zudem bestanden im Jahr 1999 zwei landwirtschaftliche Betriebe.
Größter Arbeitgeber ist die Firma Wenzel-Präzision.

### Verkehr
Am westlichen Ende des Ortsteils Krommenthal liegt der Bahnhof Wiesthal an der Main-Spessart-Bahn. Es halten Züge der Linie RE 54/55 (Bamberg / Würzburg - Gemünden (Main) - Aschaffenburg - Maintal / Offenbach (Main) - Frankfurt (Main)), welche sich zum Stundentakt ergänzen. Werktags verdichten Züge der Linie RB 79 (Gemünden (Main) - Aschaffenburg) in der Hauptverkehrszeit das Angebot.

## Kultur und Sehenswürdigkeiten
- katholische Pfarrkirche St. Andreas, erbaut 1599/1600
- Ruh- oder Mühlhansenmühle, letzte von früher sechs Mühlen im Ort
- Brauchtum: Faselsrad (Foaseltsroad), am Faschingsdienstag
- Waldlehrpfad des Spessartbundes

## Bildung
- Kindergarten
- Grundschule